# Баворів (гміна)
Гміна Баворів (пол. Gmina Baworów) — сільська гміна у Тернопільському повіті Тернопільського воєводства Другої Речі Посполитої. Адміністративним центром гміни було село Баворів.
Гміна утворена 1 серпня 1934 року в рамках нового закону про самоврядування (23 березня 1933 року).
Площа гміни — 124,56 км²
Кількість житлових будинків — 2387
Кількість мешканців — 11179
Гміну створено з давніших сільських гмін (самоврядних громад): Баворів, Білоскірка, Грабовець, Кип'ячка, Козівка, Прошова, Скоморохи, Смолянка, Товстолуг, Застав'є, Застінка .
Гміна ліквідована 17 січня 1940 року із включенням сіл до новоствореного Великоборківського району.